# Balabancık, Malkara
Balabancık là một thị trấn thuộc huyện Malkara, tỉnh Tekirdağ, Thổ Nhĩ Kỳ. Dân số thời điểm năm 2011 là 1.323 người.